# Concerto in modo misolidio
Il Concerto in modo misolidio per pianoforte e orchestra di Ottorino Respighi è stato composto nel 1925. Ne esiste anche una riduzione per due pianoforti.

## Storia
Elsa Olivieri Sangiacomo, prima allieva e poi moglie di Respighi, era stata una studiosa di canto gregoriano ed aveva introdotto il marito ai misteri del Graduale Romano. Respighi fu lesto ad intuire le potenzialità melodiche di queste musiche, e cercò di tradurle in un idioma moderno che fosse appetibile ad un vasto pubblico. Per il concerto in modo misolidio, Respighi utilizzò il canto Viri Galilaei per il primo movimento, un Halleluja per il lento centrale ed un Kyrie per il tumultuoso finale 'Passacaglia'. Il Concerto fu eseguito per la prima volta assoluta alla Carnegie Hall di New York la sera del 31 dicembre 1925, dallo stesso autore al pianoforte con la New York Philharmonic-Symphony diretta da Willem Mengelberg. Nonostante il caloroso successo di pubblico, Olin Downes espresse riserve sulla validità del concerto. Altre esecuzioni di rilievo, a Berlino e ad Amsterdam con Respighi solista, a Roma con Carlo Zecchi, non risparmiarono al concerto un fato ingrato, e per decenni questa bella composizione fu dimenticata. Negli anni novanta, Geoffrey Tozer ed Edward Downes ne resero una bella lettura in un disco pubblicato dalla Chandos Records. Più recentemente, Olli Mustonen lo ha inciso per la Ondine, e Sandro Ivo Bartoli ne ha pubblicato una lettura assieme alla Toccata (altro capolavoro dimenticato di Respighi) per la casa olandese Brilliant Classics.

## Strumentazione
Il Concerto è composto per pianoforte solista e un'orchestra sinfonica che si compone di ottavino, 2 flauti, 2 oboi, corno inglese, 2 clarinetti in si bemolle e la, 4 corni in fa, 2 trombe in si bemolle, 3 tromboni, tuba bassa, timpani e archi.